# The Most Dangerous Game (film)
The Most Dangerous Game is een Amerikaanse film uit 1932, gebaseerd op het gelijknamige verhaal van Richard Connell. Het is de eerste verfilming van dit verhaal. De hoofdrollen worden vertolkt door Joel McCrea, Leslie Banks, Fay Wray en Robert Armstrong. Producers van de film waren Ernest B. Schoedsack en Merian C. Cooper, beiden bekend van King Kong (1933).
De film werd goedkoop geproduceerd, tegen een budget van slechts $218.869.

## Verhaal
Bob Rainsford, een beroemde auteur en jager op groot wild, overleeft als enige een schipbreuk. Hij belandt nadien op een afgelegen eiland, dat toe blijkt te horen aan de Russische graaf Zaroff. Zaroff is ook een jager. Volgens hem vergaan er wel vaker schepen nabij zijn eiland. Op het eiland wonen nog vier overlevenden van voorgaande schepen: Eve Trowbridge, haar broer Martin, en twee matrozen.

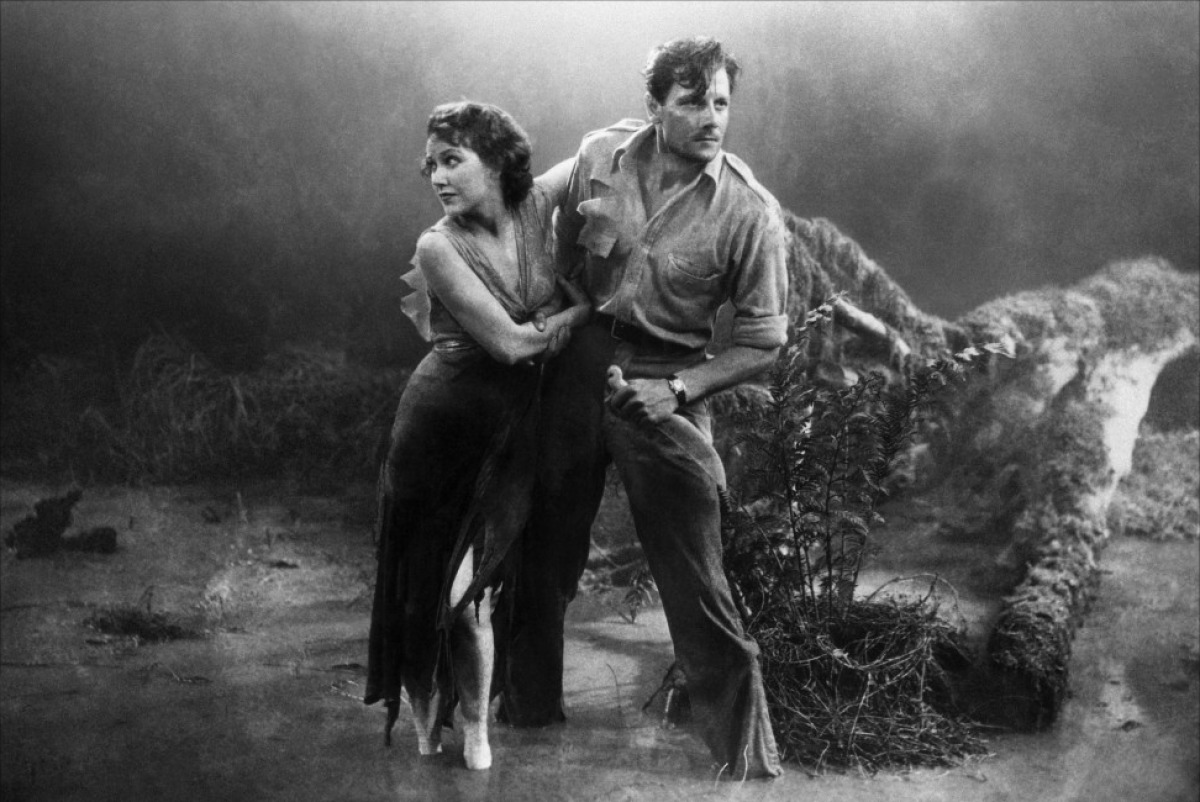
Fay Wray en Joel McCrea in The Most Dangerous Game

Al snel blijkt Zaroff iets duisters van plan te zijn; hij heeft genoeg van jagen op dieren en wil nu voor de verandering eens jagen op de gevaarlijkste prooi die er bestaat: mensen. Dit wordt duidelijk nadat de twee matrozen spoorloos verdwijnen. Bob weigert eerst te geloven dat Zaroff tot zoiets in staat zou zijn, totdat Martin ook verdwijnt. Terwijl Bob en Eve naar hem zoeken, belanden ze in Zaroff’s trofeeënkamer. Daar zien ze het hoofd van een man, opgezet aan de muur hangen. Niet veel later arriveren Zaroff en zijn handlangers met Martins dode lichaam. Zaroff verwacht dat Bob, als collega-jager, hem wel zal begrijpen, maar Bob vindt Zaroff gestoord.
Hierop maakt Zaroff Bob tot zijn volgende prooi. Hij laat hem de jungle van het eiland intrekken. Als hij tot zonsopkomst in leven weet te blijven, zal Zaroff hem en Eve hun vrijheid geven. Eve gaat met Bob mee. Wat volgt is een achtervolging waarbij Bob en Eve in de jungle Zaroff proberen te ontlopen. De twee worden uiteindelijk door een jachthond opgespoord bij een waterval. Zaroff schiet Bob blijkbaar neer en neemt Eve mee terug naar zijn fort. In werkelijkheid leeft Bob nog; Zaroff’s schot trof zijn hond en niet hem. Bob gaat ook terug naar het fort en verslaat Zaroff en zijn handlangers. Daarna verlaten hij en Eve het eiland.

## Rolverdeling
| Acteur                 | Personage              |
| ---------------------- | ---------------------- |
| Joel McCrea            | Robert "Bob" Rainsford |
| Fay Wray               | Eve Trowbridge         |
| Leslie Banks           | Count Zaroff           |
| Robert Armstrong       | Martin Trowbridge      |
| Noble Johnson          | Ivan                   |
| Steve Clemente         | Tartar                 |
| Oscar "Dutch" Hendrian | Scarface               |
| William B. Davidson    | Kapitein               |

## Achtergrond
Deze film was de eerste verfilming van The Most Dangerous Game. Het verhaal is onder andere titels vaker verfilmd. Zowel het originele verhaal als deze eerste verfilming zijn door andere film- en televisiemakers als inspiratie gebruikt, zoals Gilligan's Island, Lost in Space en Get Smart.